# 康斯坦丁三世 (蘇格蘭)
科林之子康斯坦丁（中世纪盖尔语：Causantín mac Cuiléin；现代盖尔语：Còiseam mac Chailein；971年前–997年），被现代王表称為康斯坦丁三世，是995年-997年在位的苏格兰国王。他是英多尔夫之子科林之子。福尔登的约翰用拉丁语称他为Constantinus Calvus，
翻译成中文就是秃头康斯坦丁。